# Fly Girl
"Fly Girl" é uma canção da girl group britânica Flo, em parceria com a rapper americana Missy Elliott. O single foi lançado em 23 de março de 2023, através da Island Records. A canção contém uma interpolação de "Work It" (2002) de Elliott.

## Antecedentes e lançamento
Em uma entrevista à revista Complex em julho de 2022, ao falarem sobre colaborações dos sonhos, o grupo mencionou Missy Elliott. Em 14 de março de 2023, Flo postou um vídeos em suas redes sociais contendo sample da canção "Work It", acompanhado de um link para pré-adicionar o futuro lançamento no Spotify e Apple Music, respectivamente.
Em 17 de março de 2023, uma nova prévia da nova canção do grupo, intitulada "Fly Girl" foi apresentada, onde a voz de Elliott pôde ser ouvida, aumentando ainda mais os rumores de uma colaboração. Flo anunciou oficialmente a canção e seu lançamento em 21 de março de 2023, confirmando a parceria com Missy Elliott. Em 23 de março de 2023, o single foi lançado, junto de seu videoclipe.

## Videoclipe
O videoclipe oficial foi dirigido pela ex-dançarina de Beyoncé, Tajana Tokyo, e foi lançado junto com a música em 23 de março de 2023.

## Créditos e colaboradores
Créditos adaptados do Tidal.
- Jorja – vocalista principal, composição
- Renée – vocalista principal, composição
- Stella – vocalista principal, composição
- Missy Elliott – vocalista adicional, composição
- MNEK – produção, composição
- Joe Gosling – violão, composição
- Tre Jean-Marie – produção, composição
- Jaycen Joshua – engenharia de mixagem
- Matt Colton – engenharia de masterização

## Tabelas musicais
| Tabela musical (2023)                  | Melhor posição |
| -------------------------------------- | -------------- |
| Japão - Hot Overseas (Billboard Japan) | 9              |
| Nova Zelândia - Hot Singles (RMNZ)     | 20             |
| Reino Unido - UK Singles (OCC)         | 38             |
| Reino Unido - UK Hip-Hop/R&B (OCC)     | 18             |